# Catanthera schlechteri
Catanthera schlechteri là một loài thực vật có hoa trong họ Mua. Loài này được (Mansf.) M.P. Nayar mô tả khoa học đầu tiên năm 1969.